# 친차 제도
친차 제도(스페인어: Islas Chincha)는 페루 남서부 해안에서 21 킬로미터 (13 mi; 11 nmi) 떨어진 세 개의 작은 섬들로 이루어진 군도이다. 이 섬들은 피스코 근처에 위치하며 페루에 속한다. 잉카 제국 이전 시대부터 이 섬들은 광대한 구아노 매장량으로 인해 관심을 받았으나, 1874년경에는 대부분 고갈되었다.

## 지리

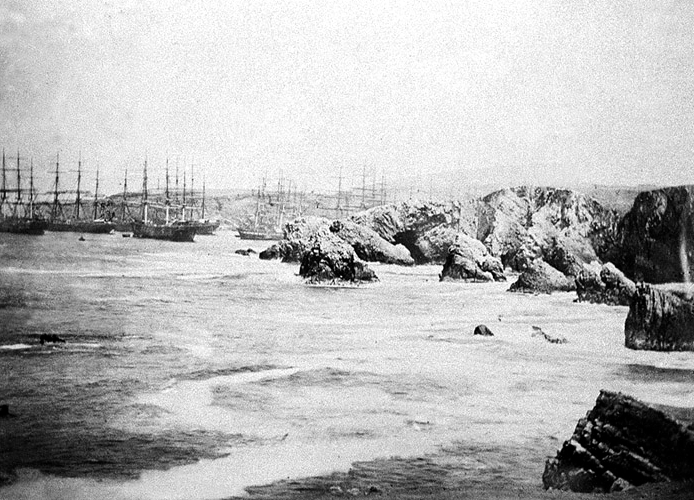
1866년의 친차 제도.

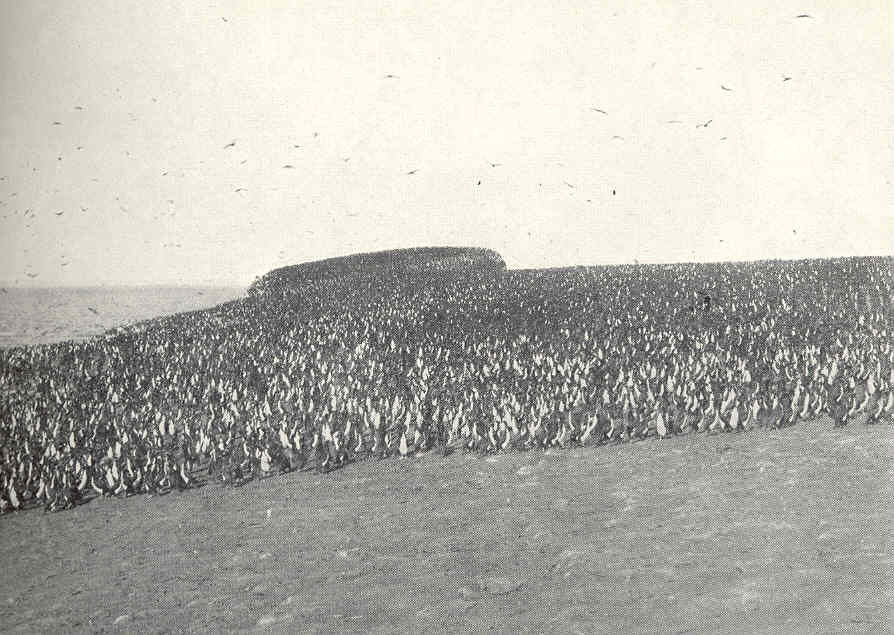
1910년 이슬라 친차 수르의 가마우지.

이 섬들 중 가장 큰 섬은 이슬라 친차 노르테(영어: 북 친차 섬)로, 길이는 1.3 킬로미터 (0.8 mi), 폭은 최대 1.0 킬로미터 (0.6 mi)이며, 높이는 34 미터 (112 ft)에 이른다. 이슬라 친차 센트로(영어: 중앙 친차 섬)는 북쪽 이웃 섬과 거의 같은 크기이며, 이슬라 친차 수르(영어: 남 친차 섬)는 이웃 섬들의 절반 크기이다. 이 섬들은 대부분 화강암으로 이루어져 있으며, 사방이 절벽으로 둘러싸여 있고 그 위에 수많은 바닷새들이 둥지를 튼다.

## 역사
친차 제도는 한때 친차족의 거주지였으나, 현재는 몇몇 유적만 남아 있다. 페루는 1840년에 구아노 수출을 시작했다. 1879년까지 페루의 독립을 인정하지 않았고 구아노 수익을 원했던 스페인은 1864년 4월 이 섬들을 점령하여 친차 제도 전쟁(1864~1866)을 촉발시켰다.

## 문학에서
친차 제도는 미국 작가 조지 워싱턴 펙이 1854년에 쓴 "멜버른과 친차 제도: 리마 스케치와 세계 일주"(Melbourne, and the Chincha Islands: With Sketches of 리마, and a Voyage Round the World)라는 책에 등장한다. 이 책은 펙이 오스트레일리아 멜버른과 친차 제도에서 보낸 시간을 기록한 것이다.
마크 트웨인의 소설 힘든 세상 살이의 50장에서도 친차 제도가 언급된다. 소설에서 샌프란시스코의 선장 네드 블레이클리는 구아노 선박을 지휘하며 친차 제도로 항해한다.

## 같이 보기
- 친차 제도의 중국 쿨리
- 구아노 섬, 작은 섬 및 곶 국립 보호 구역